# Kraftwerk Berlin

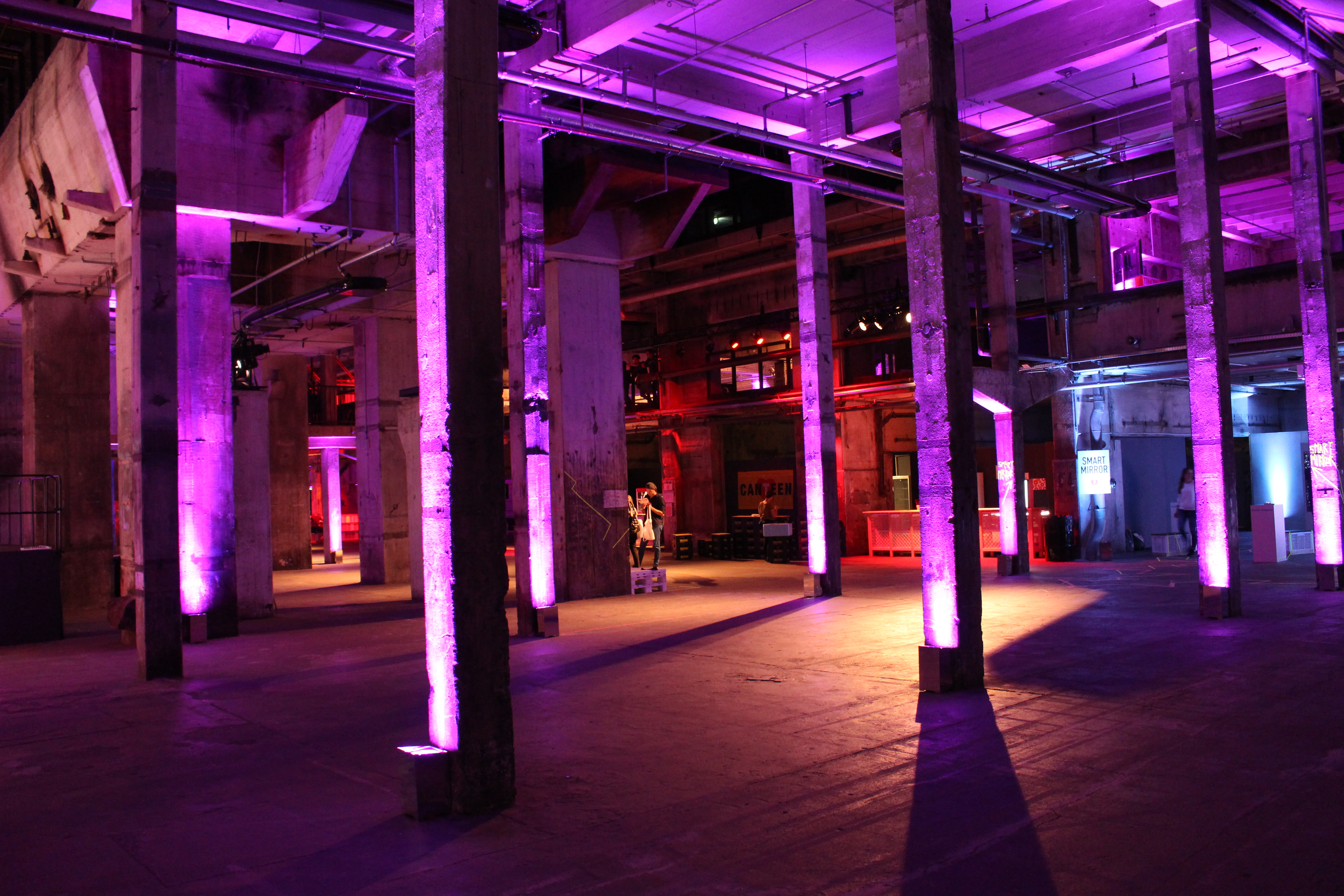
Innenansicht Kraftwerk Berlin, anlässlich der Tincon 2017

Das Kraftwerk Berlin an der Köpenicker Straße 59–73 im Berliner Ortsteil Mitte ist ein Ort für unterschiedlichste Veranstaltungen und Ausstellungen im seit 1997 stillgelegten südlichen Trakt des Heizkraftwerks Berlin-Mitte.

## Geschichte
Nachdem das alte Gebäude ab 2001 leer stand, mietete es Dimitri Hegemann von der Eigentümergesellschaft Vattenfall an (ähnlich wie zuvor die Betreiber des Clubs Berghain das ehemalige Heizkraftwerk Am Wriezener Bahnhof) und erschloss einen Teil des Areals für seinen Technoclub Tresor, der 2007 dort einzog. Nach weiteren aufwändigen Renovierungs- und Umbauarbeiten der 100 Meter langen Turbinenhalle wurde der Veranstaltungs- und Ausstellungsort Kraftwerk Berlin am 2. Oktober 2010 mit der Eröffnung der Ausstellung Realstadt. Wünsche als Wirklichkeit erstmals der Öffentlichkeit vorgestellt. Die auf 8000 m² inszenierte Architekturausstellung thematisierte Fragen zur Zukunft der Stadt. Die Ausstellung umfasste die Präsentation von rund 250 Miniaturstadtmodellen sowie 65 beispielhafte Projekte in Text und Bild.
In Kooperation mit dem ZDF und Motor Entertainment fanden in den Jahren 2011 und 2012 in regelmäßigen Abständen Live-Konzertaufzeichnungen für die Sendung Berlin Live statt, die auf Arte und ZDFkultur ausgestrahlt werden. Es spielten die Bands und Künstler Einstürzende Neubauten, dEUS, Art Brut, Kasabian, Moneybrother, Calexico, Get Well Soon und Max Herre. Im Dezember 2011 und im März 2012 gastierten Christoph Hagel und die Flying Steps mit ihrer Show Red Bull Flying Bach. Im April 2012 fand im Kraftwerk der jährliche TEDxChange statt.
Im März 2012 zeigte die Staatsoper Unter den Linden Luigi Nonos sozialistische Oper Al gran sole carico d’amore im Kraftwerk Berlin. Darüber hinaus fand sowohl im Jahr 2011 als auch 2012 die aufstrebende Kunstmesse Berliner Liste im Kraftwerk Berlin statt.
Unter dem Titel Duftwerk war das stillgelegte Kraftwerk Berlin am 7. Mai 2015 erstmals Veranstaltungsort der Verleihung des Deutschen Parfumpreises, der Duftstars.

## Ausstellungen
- 2018: Christian Bauder: Skalar[5]
- 2019: Christian Bauder und Robert Henke: Deep Web[6]
- 2021: Metabolic Rift (präsentiert von Berlin Atonal) mit Werken von Cyprien Gaillard & Jamal Moss, Pan Daijing, Viktor Timofeev, Armand Hammer, und MFO[7]
- 2021–22: Robert Irwin: Light and Space[8]
- 2023: AROTIN & SERGHEI: Infinite Screen[9]
- 2024: Christian Bauder: Vektor[10]